# Aoba-BBT
株式会社Aoba-BBT（アオバビービーティー、英: Aoba-BBT,Inc.）は、経営指導・人材育成教育を行う日本の企業。
2023年9月までの商号は株式会社ビジネス・ブレークスルー（英: Business Breakthrough,Inc.）。

## 概要
- スカパー!プレミアムサービスにおいて20年にわたり教育放送を行ってきたほか、遠隔型オーストラリア版MBAプログラムを提供している。
- プログラムは、オーストラリア版MBAが取得できるプログラムと、日本の文部省認可の経営学修士が取得できるプログラムとがある。前者は、ボンド大学大学院 - ビジネス・ブレークスルー MBAプログラム、後者はビジネス・ブレークスルー大学院大学（現：ビジネス・ブレークスルー大学大学院）と呼ばれる教育制度であり、どちらも会社を辞めずに働きながらオーストラリア版MBA、または日本の経営学修士号を取得できる。
- Bond-BBT MBAの方は、日本に存在する遠隔型MBA、または経営学修士号の教育制度としては最大規模のものであり、AACSB（世界中のビジネススクールを網羅する最も権威ある認証機関）認証を2013年12月に取得している。
- また、2010年4月には、オンラインで経営学士を習得できるビジネス・ブレークスルー大学が開学した。

## 沿革
- 1998年4月 - 株式会社ビジネス・ブレークスルーとして設立。
- 1998年10月 - スカイパーフェクTV!（現・スカパー!プレミアムサービス（標準画質））Ch.757において放送を開始。
- 2001年5月 - ボンド大学大学院 - ビジネス・ブレークスルーMBAプログラム開講。
- 2001年10月 - 経営管理者育成プログラム「本質的問題発見コース」（現・問題解決力トレーニングプログラム 「問題解決必須スキルコース」）開講。
- 2004年11月 - 専門職大学院ビジネス・ブレークスルー大学院大学（現・ビジネス・ブレークスルー大学大学院）設置認可取得。
- 2005年4月 - ビジネス・ブレークスルー大学院大学開学。
- 2005年12月 - 東京証券取引所のマザーズに上場。
- 2006年3月 - ビジネス・ブレークスルー大学院大学オープンカレッジ開講。第1弾は「株式・資産形成講座【入門編】」開講。
- 2006年9月 - 「株式・資産形成講座【実践編】開講。合わせて名称を株式・資産形成講座に変更。「大前研一イノベーション講座」（ビジネス・ブレークスルー大学大学院オープンカレッジ内）開講。
- 2006年10月 - ビジネス新書【BBTビジネス・セレクト】刊行
- 2007年4月 - 秋葉原の富士ソフトビルにオフィス移転。
- 2008年1月 - ビジネス・ブレークスルー大学院大学に「グローバリゼーション専攻」を新設。4月より開講。
- 2008年3月 - ビジネス・ブレークスルー大学院大学オープンカレッジ内で「グローバルリーダーのための実践英語講座」開講。
- 2010年4月 - ビジネス・ブレークスルー大学開学。
- 2012年5月 - 陸軍士官学校 (アメリカ合衆国)「ウェスト・ポイント」におけるリーダー育成制度に基づく「リーダーシップ・アクションプログラム」開講。
- 2012年9月 - スカパー!プレミアムサービス（標準画質）Ch.757での放送終了。
- 2012年10月 - スカパー!プレミアムサービスCh.557（MPEG-4 AVCによる標準画質放送。衛星一般放送事業者はスカパー・ブロードキャスティング）での放送を開始した。
- 2013年10月 - 株式会社アオバインターナショナルエデュケイショナルシステムズを子会社化。
- 2016年12月 - 東京証券取引所第一部に市場変更。
- 2016年12月1日 - スカパー!プレミアムサービスの衛星一般放送事業者が、スカパー・ブロードキャスティングからスカパー・エンターテイメントに変更。
- 2018年5月 - チャンネルのジャンルが「ニュース・ビジネス経済」から「教育」に変更。
- 2018年11月30日 - スカパー!プレミアムサービスでの放送を終了。同年12月以降、テレビで視聴するにはAmazon Fire TV Stickを通じて学べる専用アプリケーション「BBT-TV」をダウンロードする必要がある。
- 2023年10月1日 - 現商号に変更。
- 2023年10月20日 - 東京証券取引所スタンダード市場へ市場変更。

## その他
- スカパー!プレミアムサービス光では帯域の関係上放送されなかった。また、スカパー!やケーブルテレビでも放送されなかった。
- 視聴料はテレビでの視聴サービス「BBT-TV」とネット配信を含めて月額17,000円（年額204,000円）である。
- 申し込みや問い合わせは、直接ビジネス・ブレークスルーに申し込む・問い合わせる形となる。